# Огарёво (Калужская область)
Огарёво (Жуино) — деревня в Дзержинском районе Калужской области, сельского поселения «Деревня Карцово». Прежнее название Жуйна или Жуино (от украинского — жвачное животное).

## География
Деревня расположена на берегах реки Медынка.

## Население
| 2002 | 2010 |
| ---- | ---- |
| 21   | ↘19  |

## История
В уставной грамоте Смоленского князя Ростислава Мстиславича и епископа Мануила, данные епископии Смоленской в 1150 году упоминается «а в Женни дани 200 гривен у Велицей», что созвучно с названием села Жуйна, принадлежащее роду Огарёвых.
В 1638 году церковная земля Георгия Страстотерпца, что в Жупойпохе (Жуйне)? (возможно от жупа) Вешковского стана Медынского уезда, в оброке у медынца, городового дворянина, медынца Петра Никитича Огарёва. 
В 1640/41 года «с церковные земли страстотерпца Христова Георгия, что в Жуйках, в Медынском уезде дворовая и огородная земля, и полевая на мядынце на Петре Огареве оброку гривна. И марта в 10 день те деньги взято. Платил Кер Патрекеев».
В 1643 году земля отдана жителю Малоярославца Кирьяку Ивановичу Мамкееву. Род Мамкеевых упоминается в синодике Тихоновой пустыни. В 1667 году в Жуйне построена церковь.
В 1724 Огарёвы на свои средства строят в Жуино каменную церковь Покрова Пресвятой Богородицы с Георгиевским приделом. Церковь кирпичная, с колокольней, в стиле барокко. В 1910 году обновлена, ныне в запустении.
В 1726-м году в Вепрейской волости Боровского уезда на реке Медынка были отысканы погост Пречистенский с кладбищем и пустошь Черниченка. В понятых были крестьяне деревни Устья, священники церкви Покрова села Жуино и села Маковец, принадлежащего Михаилу Михайловичу Голицыну.
В 1777 и 1782 году село Жуйна принадлежит генерал-майору Николаю Гавриловичу Огарёву и Михаилу Прокофьевичу Яковлеву, при селе церковная писцовая земля, священно и церковнослужителей, каменная церковь Покрова Богородицы, деревянный господский дом, 20 дворов крестьянских, 194 жителя.

## Достопримечательности
Памятник природы «Ключ-источник»